# Kínai feketerigó
A kínai feketerigó (Turdus mandarinus) a madarak osztályának verébalakúak (Passeriformes) rendjébe és a rigófélék (Turdidae) családjába tartozó faj.

## Rendszerezése
A fajt Charles Lucien Jules Laurent Bonaparte francia ornitológus írta le 1850-ben.

## Alfajai
- A Turdus mandarinus mandarinus fészkelőhelyei Kína középső és déli vidékein találhatóak.[3] Részben költözőmadár, ezért Hongkong, Laosz és Vietnám számít telelési területének. A hím koromfekete, míg a nőstény barnás árnyalattal koromfekete és mellénél halványabb színezetű.[4] Nagyobb egyedszámú alfaj.
- A Turdus mandarinus sowerbyi, melyet James Sowerby, brit naturalistáról és illusztrátorról neveztek el, Kelet-Szecsuantól Kujcsouig fészkel. Részben költöző madár, ezért bizonyos egyedei Kína déli részein és Indokínában töltik a telet. Hasonlít a mandarinus alfajra, de kisebb nála és mellkasa sötétebb.

## Előfordulása
Kína területén fészkel, telelni délre vonul eljut Bhután, Dél-Korea, Kambodzsa, Hongkong, India, Japán, Laosz, Makaó, Mianmar, Nepál, Srí Lanka, Tajvan, Thaiföld és Vietnám területére is. 
Természetes élőhelyei a mérsékelt övi erdők, gyepek és cserjések, valamint szántóföldek, ültetvények és vidéki kertek. Vonuló faj.

## Természetvédelmi helyzete
Az elterjedési területe rendkívül nagy, egyedszáma pedig stabil. A Természetvédelmi Világszövetség Vörös listáján nem fenyegetett fajként szerepel.